# Haus Langendonk (Geldern)

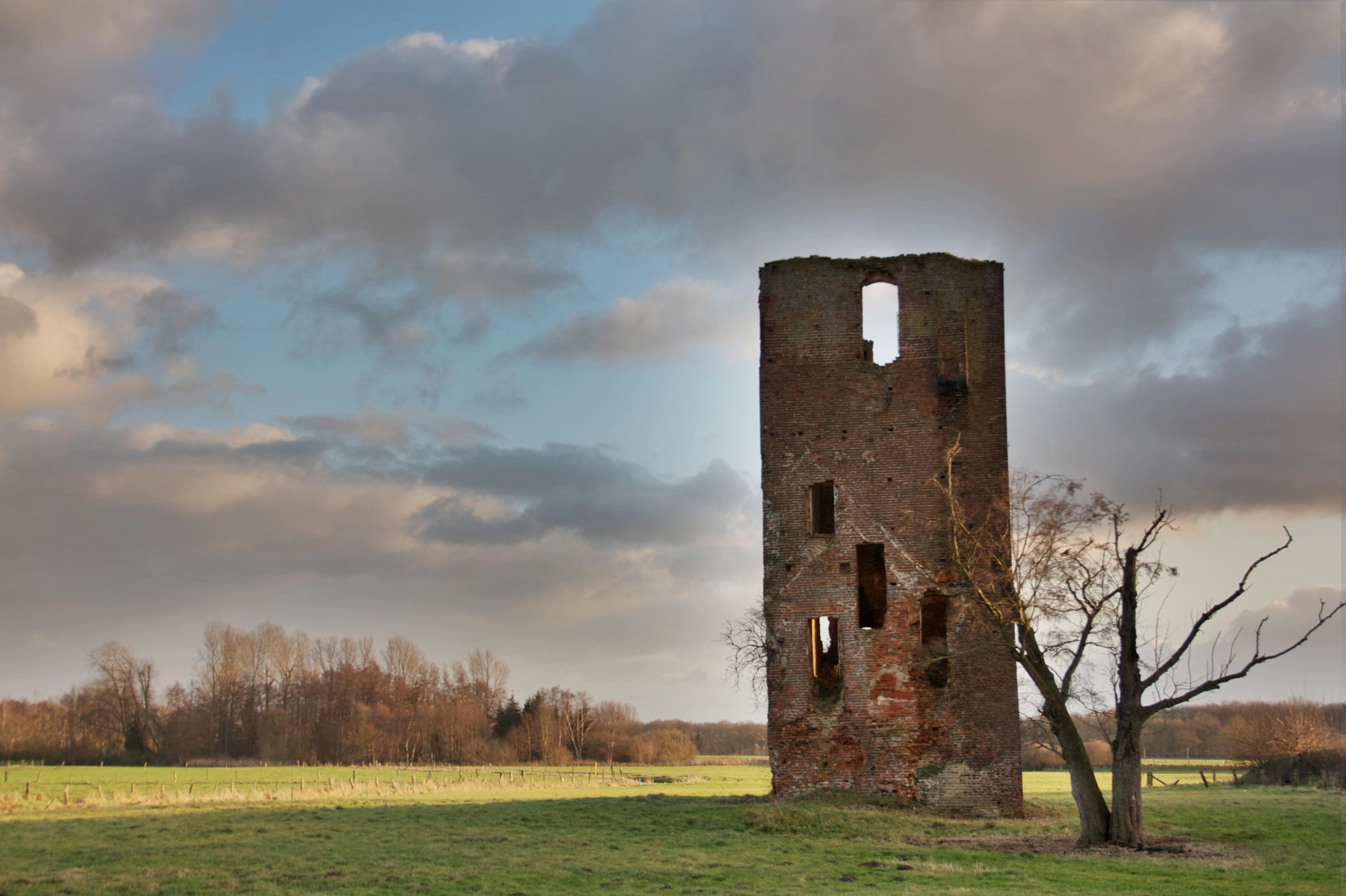
Turmruine des Hauses Langendonk, Ansicht von Nordwesten

Haus Langendonk war eine Wasserburg am Niederrhein. Von der Anlage ist heute nur noch die Ruine eines Turms vorhanden, der unweit der Issumer Fleuth im Gelderner Ortsteil Aengenesch nördlich der B 58 von Issum nach Geldern steht. Die Ruine ist in die Denkmalliste der Stadt Geldern eingetragen und steht damit als Baudenkmal unter Denkmalschutz.
Die Ruine wird auch Mäuseturm genannt.

## Geschichte

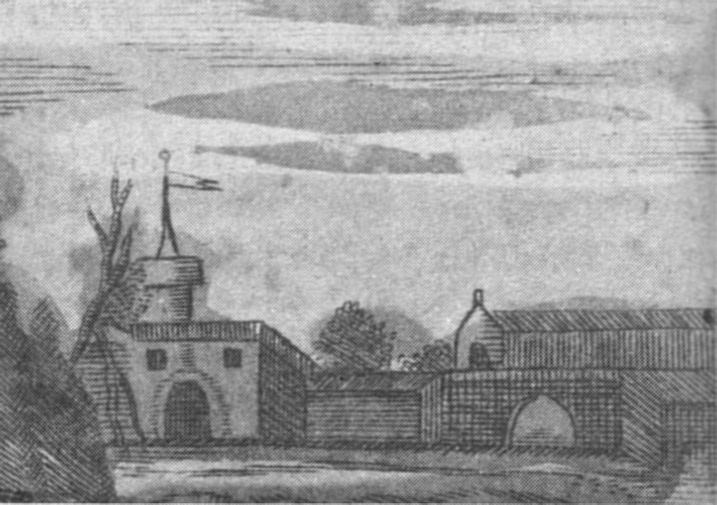
Haus Langendonk auf einem Kupferstich kurz nach 1720

Das Haus Langendonk wurde in einer Urkunde vom 30. April 1391 erstmals erwähnt. Darin trug der Knappe Johann von Wyenhorst sein „huys zu Langendunck“ dem Kölner Erzbischof Friedrich III. von Saarwerden als Offenhaus auf. Zuvor hatte ihm der Erzbischof erlaubt, das Anwesen zu befestigen. Kurköln durfte die Anlage jedoch nicht zu kriegerischen Zwecken gegen die Herzöge von Geldern und die Herzöge von Berg einsetzen. Diese Ausnahmeregelung resultierte aus dem Kuriosum, dass die Fleuth, die durch das Burgareal floss, die Grenze zwischen dem Herzogtum Geldern und Kurköln bildete, sodass die Kernburg von Haus Langendonk kurkölnisch war, während die Vorburg zu Geldern gehörte.
Nach dem Tod Johann von Wyenhorsts wurde 1436 Johann von Alpen, Drost des Klever Landes und Besitzer von Haus Zelhem, mit Haus Langendonk belehnt. Weitere bekannte Besitzer waren 1672 Arnold von Wachtendonk und 1693 Adolf Bertram von Wachtendonk. Ab 1696 waren die Herren von Ossery die Besitzer Langendonks und blieben dies bis in das 19. Jahrhundert. Allerdings bewirtschaftete die Familie den zur Burg gehörigen Gutshof nicht selbst, sondern verpachtete ihn. Im Jahr 1871 war Haus Langendonk Eigentum der Familie Bowenschen, von der es 1889/90 an Karl Kypers gelangte. Kypers verkaufte die Anlage 1897/98 an Heinrich Schreiber. Dann gelangte sie an einen Kaufmann namens Hertz, der Haus Langendonk an Wilhelm Croonenbrock veräußerte. Sein Nachkomme Wilhelm Hermann Croonebrock vererbte den Turm an seinen Sohn Gregor Croonenbrock, welcher heute noch Eigentümer des Anwesens ist. Neben der Turm-Ruine wird aktuell Landwirtschaft betrieben. 
Der letzte Bewohner war der Pastor Anton Mömken. Er hielt sich dort während des Kulturkampfes versteckt, weil er ohne Genehmigung für die Aengenescher Bevölkerung Gottesdienste abhielt.

## Beschreibung

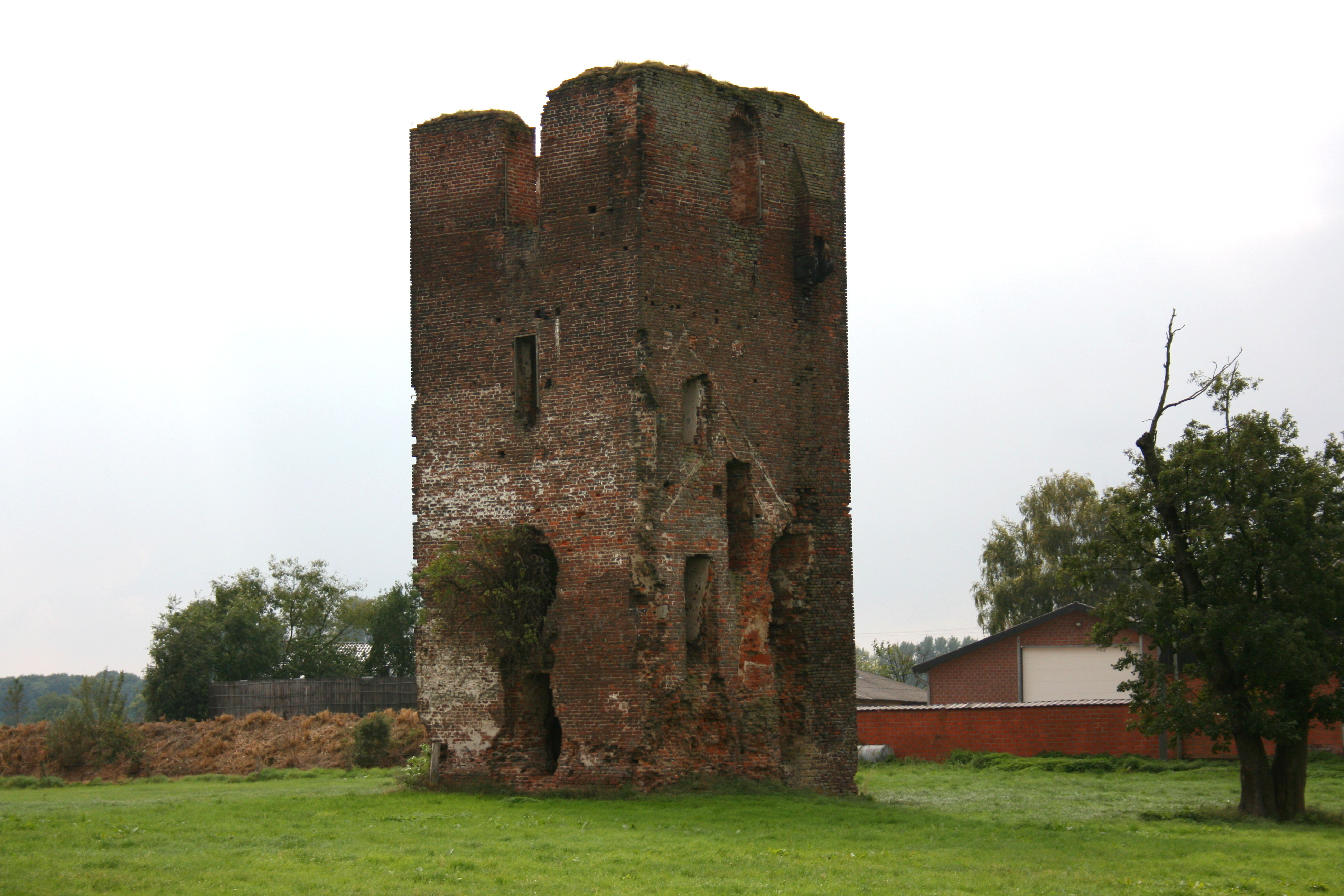
Turmruine, Ansicht von Norden

Über das mittelalterliche Aussehen von Haus Langendonk ist nichts bekannt. Erst durch eine Karte aus dem Jahr 1790 ist etwas über Form und Gestalt der Burg überliefert. Demnach bestand die Anlage aus einer Kernburg am östlichen Ufer der Fleuth und einer westlich davon gelegenen Vorburg mit zwei Gebäuden. Beide Burgbereiche waren von Wassergräben umgeben, die von der Fleuth gespeist wurden. Diejenigen der Vorburg waren 1790 jedoch schon zum Teil verfüllt. Vom Vorburgbereich gelangte man über eine Brücke zum Tor der Kernburg. Dieses wurde an seiner Nordseite von einem Turm flankiert. Nördlich des Turms schloss sich ein Gebäude an. Nord- und Südseite der Hauptburginsel wurden von zwei parallel zueinander stehenden Gebäudeflügeln eingenommen, während die Ostseite vollkommen unbebaut war. Im Mittelalter stand dort wohl ein weiterer Gebäudetrakt.

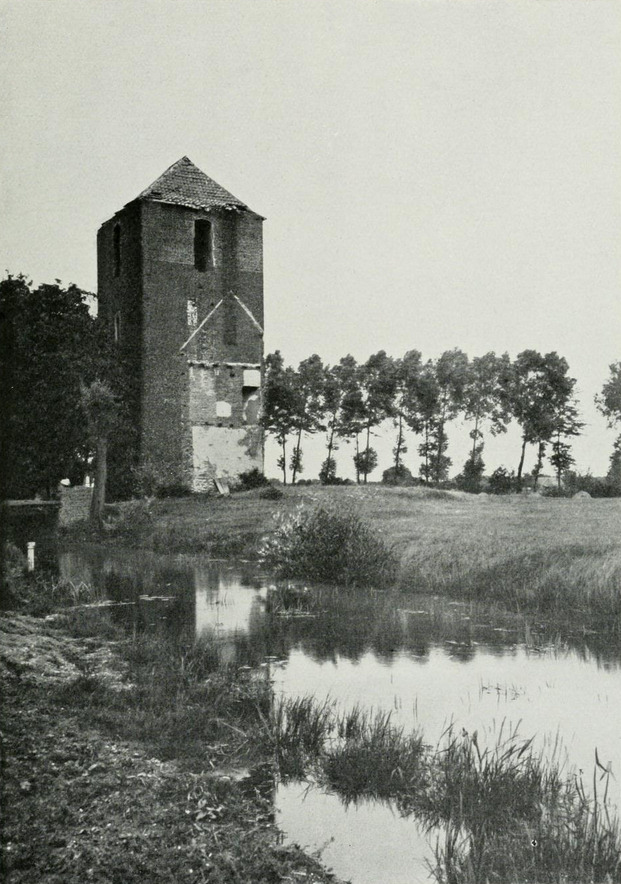
Haus Langendonk, ca. 1920

Die Ruine des Turms neben dem ehemaligen Burgtor ist der einzige Bau, der heute noch von Haus Langendonk existiert. Obwohl im Laufe seiner Geschichte diverse Anbauten hinzugefügt und wieder abgerissen wurden, ist die Bausubstanz des Turms weitgehend authentisch. Weil bisher noch keine eingehende Bauforschung am Turm betrieben wurde, kann seine Entstehung lediglich aufgrund von stilgeschichtlichen Merkmalen sowie Vergleichen der Baugestalt und Mauertechnik mit Türmen in grenznahen Gebieten der Niederlande vorgenommen werden. Demnach ist der Bau in das 14./15. Jahrhundert zu datieren. Er hat einen quadratischen Grundriss mit einer Außenlänge von 6,90 Metern. Das Mauerwerk seiner vier Geschosse ist heute noch rund 15,50 Meter hoch. Sein Erdgeschoss besitzt ein Tonnengewölbe und war nur durch eine kleine Öffnung vom ersten Obergeschoss zu erreichen. Es handelte sich bei ihm aber nicht um ein Verlies, sondern viel wahrscheinlicher um einen Lagerraum. Die übrigen Stockwerke waren durch Balkendecken voneinander getrennt. Früher war der Turm in die etwa 1,30 Meter dicke Ringmauer der Anlage integriert. Ihre Abbruchkanten sind noch an der nördlichen und südlichen Außenmauer zu erkennen. Der Hocheingang befand sich im ersten Obergeschoss an der zum Burghof gewandten Ostseite und war über eine Leiter oder eine hölzerne Treppe erreichbar. Kamine und ein Aborterker im dritten Obergeschoss zeugen davon, dass dieser Bau kein reiner Wehrturm war, sondern auch Wohnkomfort bot. Vermutlich diente er sowohl zum Schutz des Burgtores als auch als Wohnturm. Eine Türe in der Nordmauer des ersten Stocks führte in das nördlich anschließende Gebäude, die Ringmauer war über eine Türe in der Südmauer des zweiten Stockwerks erreichbar. Die Turmruine präsentiert sich dem Betrachter heute dachlos, jedoch zeigen Veröffentlichungen aus den 1920er Jahren sie noch mit einem Pyramidendach.
Im Bereich der einstigen Vorburg steht heute ein moderner landwirtschaftlicher Betrieb. Die Fleuth fließt seit ihrer Begradigung in den 1930er Jahren nicht mehr zwischen diesem und der Turmruine, sondern etwa 100 Meter weiter östlich.